# Jeffrey Burns
Jeffrey Burns (* 18. August 1950 in Los Angeles, Kalifornien; † 19. Dezember 2004 in Berlin) war ein US-amerikanischer Komponist und Pianist.

## Leben und Werk
Burns, am 18. August 1950 als Sohn eines jüdischen Kaufmanns in Los Angeles geboren, erhielt bereits im Alter von 7 Jahren Klavierunterricht. Er besuchte das Konservatorium in Los Angeles und studierte an der University of California Musik und Mathematik. Seine Ausbildung erhielt er bei den Pianisten Jakob Gimpel, Emanuel Bay und Karl Ulrich Schnabel sowie dem Komponisten Mario Castelnuovo-Tedesco und dem Dirigenten der ehemaligen Berliner Kroll-Oper Fritz Zweig. 1972 ging er als DAAD-Stipendiat nach Deutschland. In den Jahren von 1977 bis 1983 lehrte er an der Universität Münster und war Abteilungsleiter für Klavier an der Musikschule Steinfurt. In Berlin wurde er zu einem führenden Interpreten moderner Klaviermusik und setzte sich intensiv für die moderne Musik ein. Von 1983 bis 1986 leitete Burns das Kammermusikensemble Berlin und lehrte ab 1985 bis 1991 am École française de musique de Berlin. Darüber hinaus war er von 1985 bis 1991 Leiter der Musikprogramme für die Berliner Jüdischen Kulturtage und hielt ab 1994 den Internationalen Meisterkurs für Interpretation Neuer Klaviermusik an der Musikakademie Rheinsberg. Ab 1999 leitet er überdies den neuen Multimedia-Workshop an der Musikhochschule Hannover.
Seit 1986 verband Burns eine enge Freundschaft mit dem israelischen Komponisten Josef Tal, der für ihn die Essays for Piano schrieb.

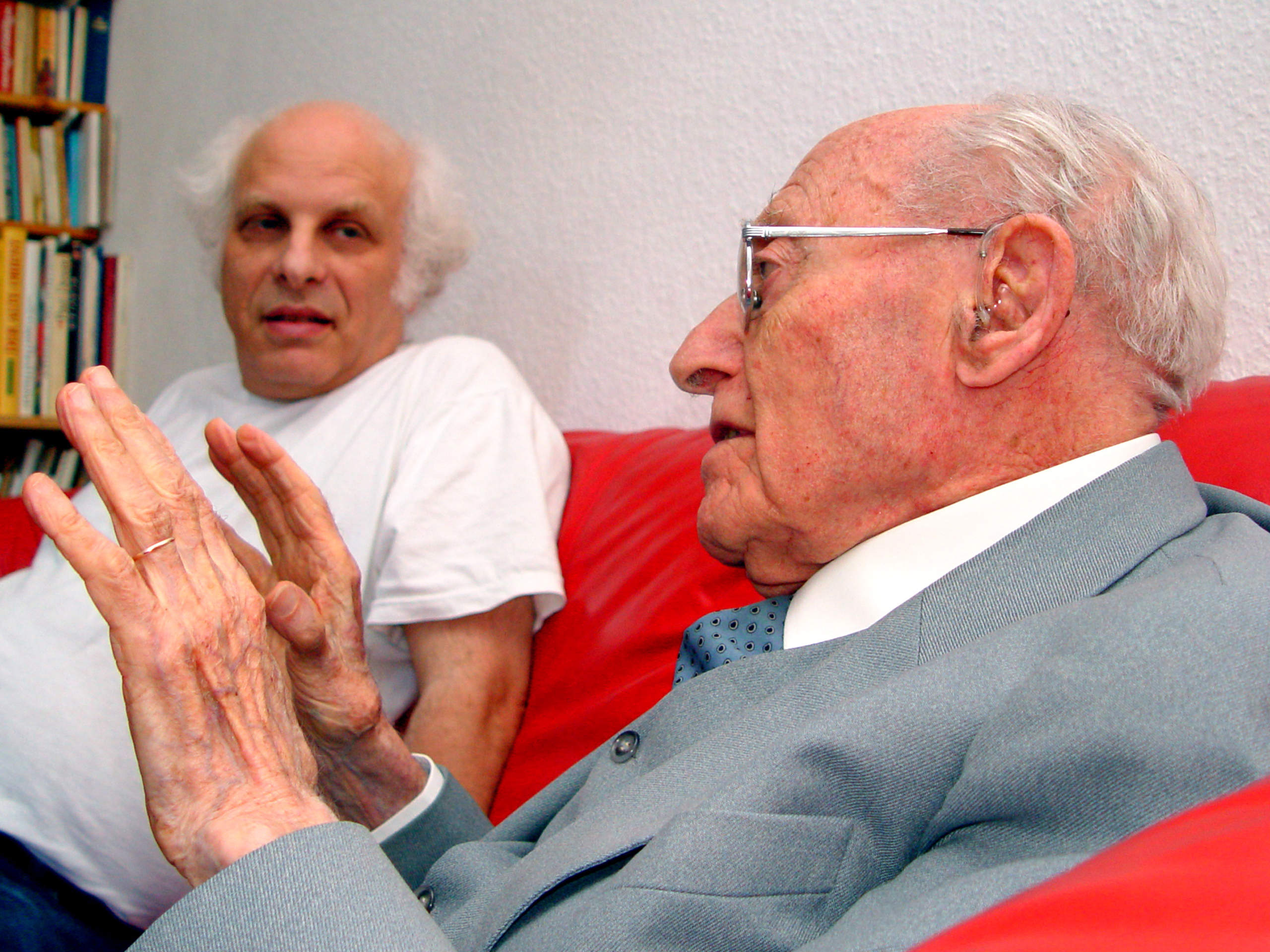
Jeffrey Burns (l.) und Josef Tal (r.) 2004 in Berlin

Jeffrey Burns starb am 19. Dezember 2004 im Alter von 54 Jahren in Berlin und fand auf dem Jüdischen Friedhof Berlin-Weißensee seine letzte Ruhestätte.

## Projekte

### The Piano of Light
Besondere Verdienste erwarb sich Burns bei der Umsetzung von Skrjabins Farbenklavier. Skrjabin war der Auffassung, dass zwischen Tönen und Farben eine enge Beziehung besteht und jeder Tonart eine Farbe zugrunde liegt. Burns rief das Projekt The Piano of Light ins Leben und entwickelte ein Klavier, das mit Hilfe eines Computers über MIDI 60 farbige Scheinwerfer ansteuerte die eine, das Publikum umgebende, Zeltwand erleuchteten.  Die Premiere fand am 31. Dezember 1997 in Berlin statt.

### maxsynagogue
Seine umfangreichen Kenntnisse als Mathematiker und Musiker nutze Burns in einer einmaligen Weise bei der Entwicklung eines Computerprogrammes (maxsynagogue) zum Erlernen des komplizierten Systems der jüdischen Kantillation.

### The Music of Psalms, Proverbs and Job in the Hebrew Bible
Die Musik der Psalmen, Sprüche und Hiob in der hebräischen Bibel: Jeffrey Burns analysiert, gestützt auf das von ihm entwickelte Computerprogramm, maxsynagogue, die musikalische Struktur der „poetischen Bücher“, der Psalmen, Sprüche und Hiob in der hebräischen Bibel, deren Notenzeichen erhalten, aber nicht tradiert sind. Jeffrey Burns hat in seinem postum veröffentlichten Lösungsvorschlag jeden Vers mit Klangbeispielen versehen, die auf der beiliegenden CD angeklickt werden können. Das Buch wurde 2011 postum im Harrassowitz-Verlag Wiesbaden veröffentlicht.

## Auszeichnungen
- 1968 – Goldmedaille, Gian Battista Viotti International Music Competition
- 1972 – Stipendium des Deutschen Akademischen Austauschdienstes (DAAD)

## Uraufführungen
- 3 Essays for Piano, Josef Tal, 1985
- Point à la ligne, Thierry Blondeau, Radio France Februar 1991
- Ruth is Sleeping, Frank Zappa, 1992
- Essay IV for piano, Josef Tal, Düsseldorf, 18. Juni 1998
- Lux et Tenebrae, Dimitri Terzakis, Berlin, 30. Januar 2000[1]

## Diskographie
- Universe; Gerald Humel; academy, 1991
- Jeffrey Burns plays Frank Zappa – Ruth is sleeping; Frank Zappa; pool musikproduktion, 1992
- 3 Essays For Piano; Josef Tal; academy, 1992
- Etudes/Spektren/Interludium/+; György Ligeti, Reiman, Yun, Feldman; academy, 1992
- Burns Plays Dittrich; Paul-Heinz Dittrich; pool musikproduktion, 2002
- Burns Plays Electronics; Johannes Kalitzke, Georg Katzer, Lutz Glandien, Tal; pool musikproduktion, 2003

## Abhandlungen
- Jeffrey Burns: Aus einem Gespräch mit Josef Tal. Zeitschrift für Musikpädagogik, Heft 41, September 1987 pp 3-9
- Jeffrey Burns: With Josef Tal on Kurfürsterdamm, in IMI news 2001/1, pp. 17–20 ISSN 0792-6413

## Bücher
Jeffrey Burns: "The Music of Psalms, Proverbs and Job in the Hebrew Bible, A Revised Theory of Musical Accents in the Hebrew Bible", Edited by David Bers and Stephen Tree, Text and CD with complete Text and Audio Files of musically reconstructed Psalms, Proverbs and Job, Sung by Computer Speech Synthesis, Harrassowitz-Verlag Wiesbaden 2011, ISBN 978-3-447-06191-9

## Presse
- Georg Beck: Das Unberechenbare regt die Fantasie an: Der Künstler Jeffrey Burns und sein Multimedia-Projekt „Piano of Light“. neue musikzeitung 2000/04
- Personalia – Pianist Jeffrey Burns; neue musikzeitung 2005/02
- Hans Heinz Stuckenschmidt schrieb in der FAZ über Burns: "Sein Klavierspiel triumphierte technisch wie künstlerisch... Er ist für die heutige Musik ein so ebenbürtiger Interpret wie einst für frühere Generationen der Schönberg-Schüler Eduard Steuermann."